# Царскосельская железная дорога
Царскосе́льская желе́зная доро́га, «Царская ветка» — первая железная дорога общественного пользования в России, 1837 год; до открытия в 1840 году Варшаво-Венской железной дороги — на то время единственная в стране, 6-я в мире.
Железная дорога построена для обеспечения железнодорожного сообщения между Царскосельским вокзалом Санкт-Петербурга, Царским Селом и Павловском. Указ императора Николая I от 21 марта 1836 года о сооружении Царскосельской железной дороги был обнародован 15 апреля 1836 года. Строительство началось 1 мая 1836 года. Открыта дорога 30 октября 1837 года. Ширина колеи — 1829 мм.
В настоящее время исторический участок входит в состав Витебского направления ОЖД, по его ходу располагаются Паровозный Музей и Малая Октябрьская железная дорога.

## Строительство
Царскосельская дорога считается первой в России пассажирской железной дорогой общего пользования, история которой восходит к 1834 году. При этом ещё в 1788 году в Петрозаводске на Александровском пушечном заводе был построен прообраз промышленной железной дороги — Чугунный колесопровод. Далее в конце XVIII века начинают работать железные дороги на промышленных предприятиях и крупных стройках. В августе 1834 года на нижнетагильских заводах введена в эксплуатацию первая промышленная железная дорога длиной 3,5 км с паровозной тягой, спроектированная крепостными умельцами Черепановыми. Она использовалась для доставки руд из шахты на завод при помощи паровоза оригинальной конструкции.
В 1834 году в Россию прибыл австрийский инженер и предприниматель Франц Антон фон Герстнер, под чьим руководством строилась первая железная дорога в Австрии. В 1835 году при личной встрече с императором Николаем I Герстнер предложил построить железную дорогу от Петербурга до Москвы, при этом выдвигая в качестве условия монопольное право на строительство в течение 20 лет всех железных дорог России с переходом построенных в это время дорог в свою собственность на неограниченный срок. Для рассмотрения предложения был создан Особый комитет и для изучения построенной Герстнером железной дороги отправлен в Австрию офицер корпуса инженеров сообщения Николай Осипович Крафт, который, по возвращении в Россию в июне того же 1835 года, представил своё описание данной железной дороги. Позже Герстнер предложил построить вначале небольшую железную дорогу для демонстрации возможности строительства и использования их в условиях России. В результате Герстнер не получил привилегии на постройку железной дороги Санкт-Петербург — Москва, но в марте 1836 года ему разрешили строительство небольшой опытной дороги.
Строительство железной дороги от Петербурга до Царского Села финансировала частная акционерная компания, почти все акции которой (на общую сумму 250 тысяч рублей) приобрёл граф Алексей Алексеевич Бобринский. Благодаря связям жены графа при дворе акционерное общество получило от правительства «исключительное право на постройку дороги с тем, чтобы в продолжение 10 лет по выдаче привилегии никто не имел права строить на означенном расстоянии подобной дороги».
Руководил строительством австрийский инженер Франц Антон фон Герстнер. Железная дорога строилась однопутной с шириной колеи 1829 мм (6 футов), максимальный продольный уклон пути составил 1,9 ‰, наименьший радиус кривых в поворотах — 430 м . Почти всё необходимое для железной дороги закупалось за границей: были приобретены рельсы, стрелочные переводы, крепления, подвижной состав.
Первоначально Царскосельская железная дорога была проложена от Санкт-Петербурга до Царского Села, а позже была продлена до дачного городка Павловска, при этом общая протяжённость трассы выросла до 27 километров. Через Обводный канал был сооружён первый в России мост для железной дороги с паровой тягой. Первая пробная поездка поезда с конной тягой между Царским Селом и Павловском состоялась 27 сентября 1836 года.
3 октября в Кронштадт был доставлен из Англии первый паровоз, а 3 ноября этот паровоз с составом был обкатан на перегоне Павловск — Большое Кузьмино (Пушкин), что отображено на приводимой акварели (ошибочно называемой «Прибытие первого поезда»). Вагоны скорее напоминали повозки разных видов и назывались соответственно — «шарабаны», «берлины», «дилижансы», «ваггоны». Всего к открытию дороги в Россию поступили 6 паровозов, 44 пассажирских и 19 грузовых вагонов, закупленных у Англии и Бельгии. Паровозы создавались на основе использовавшихся тогда в Европе типов паровозов, но в конструкцию вносились изменения, связанные с увеличенной шириной колеи. По требованию Герстнера паровозы должны были иметь мощность в 40 лошадиных сил и быть в состоянии везти несколько вагонов с тремястами пассажирами со скоростью 40 вёрст в час.
Торжественное открытие движения на участке Санкт-Петербург — Царское Село состоялось 30 октября 1837 года. Машинистом первого поезда, который состоял из паровоза Р. Стефенсона, ещё не имевшего имени паровоза «Проворный», и восьми вагонов, стал сам Герстнер. Члены Правления дороги пригласили на открытие первой в России железной дороги императора Николая I и других почётных гостей. Пассажиры заняли свои места, и в 2 часа 30 минут пополудни поезд, управляемый Францем Антоном фон Герстнером, плавно отошёл от перрона. Через 35 минут под громкие аплодисменты встречавших и крики «Ура!» первый поезд прибыл на станцию Царское Село. Поездка от Петербурга до Царского села заняла 35 минут, а обратная поездка — 27 минут; максимальная скорость поезда достигала 64 км/ч, а средняя составила 51 км/ч. В последующие три дня в поездах от Петербурга до Царского Села и обратно ездили все желающие.

## Эксплуатация
Вначале поезда ходили на конной тяге и только по воскресеньям — на паровой. Полностью на паровую тягу дорога переведена 4 апреля 1838 года.
Движение на участке Царское Село — Павловск открыто 22 мая 1838 года. На вокзале в Павловске был открыт специальный концертный зал, где с 1856 года с большим успехом выступал Иоганн Штраус.
Паровозы, вагоны и рельсы в основном заказывались за границей, но часть вагонов для грузов, паровые машины для водоснабжения, водопроводные трубы, дорожные механизмы начали изготавливать на Александровском заводе в Петербурге.
Постоянное расписание движения для пяти пар поездов в сутки впервые было введено 15 мая 1838 года:
- Начало движения — 9 часов.
- Окончание движения — 22 часа.
- Интервал между поездами — 3…4 часа.

Так как дорога была однопутной с разъездом посередине, движение было построено так: поезда с конечных станций отправлялись одновременно, и пройдя половину пути, расходились на разъезде — станции «У Московского шоссе» (современная платформа «Шушары»), — после чего продолжали маршрут. Время поездки было равно 42 минутам, средняя скорость движения — 32 км/час.
11 августа 1840 года у серединного разъезда произошла первая в России железнодорожная катастрофа. Пьяный машинист паровоза «Богатырь» «англичанин Роберт Максвель», следуя из Царского Села, проехал разъезд на середине дороги не дожидаясь встречного состава и столкнулся с ним. Он состоял из пустых вагонов, движимых паровозом «Лев». Погибли 6 человек. Роберт Максвель спрыгнул со своего поезда и уцелел.
К концу 60-х годов XIX века скорости движения поездов достигли в среднем 42,7 км/ч и время движения составляло 32,3 минуты. 5 мая 1876 года открылось движение по построенному второму пути, что значительно повысило скорость и безопасность движения поездов.
В качестве самостоятельной железной дороги Царскосельская дорога просуществовала до 2 января 1900 года, после чего она была куплена, включена в состав Московско-Виндаво-Рыбинской железной дороги в рамках проекта железной дороги Санкт-Петербург-Одесса и перешита на русскую колею (1524 мм). На 1909 год оставалась одноколейной. 
Помимо двух основных путей был обустроен «Императорский путь», — третий путь, по которому пропускались императорские поезда между Санкт-Петербургом и Царским Селом. Для августейших пассажиров были устроены: отдельная станция «Императорский (Царский) павильон» в Царском Селе и Императорский павильон со стороны Введенского канала рядом с Царскосельским (Витебским) вокзалом в Санкт-Петербурге, которые сохранились до нашего времени.
Только шесть паровозов удалось переделать для новой колеи. Всего же за время самостоятельного существования для Царскосельской железной дороги было поставлено 34 паровоза.

## Сведения о магистрали
Оценка этой магистрали обывателями была различной.
Ей присвоили название «увеселительной», считая её царской забавой или аттракционом.
С другой стороны, для специалистов значение дороги для дальнейшего развития железнодорожного строительства в России было очень большим:
- Специалисты-путейцы, обучавшиеся в Корпусе инженеров путей сообщений, проходили практику на действующей железной дороге, что в конечном итоге позволило сформировать коллектив строителей Николаевской железной дороги.
- С 1841 года проводились испытания подвижного состава и велись научные разработки с целью установления коэффициента сцепления колёс паровоза с рельсами, проводились сравнительные испытания паровозов нескольких зарубежных фирм, чтобы выбрать нужные модели для производства отечественных паровозов и вагонов.
- В результате экспериментальных закупок локомотивов и прочего подвижного состава были выставлены российские требования к паровозам, вагонам и другим механизмам железной дороги.
- Была проведена долгосрочная эксплуатация широкой колеи, а также опыты с шириной колеи, которые показали экономическую невыгодность этого размера и привели к выбору нормальной ширины рельсовой колеи, сохранившейся до сих пор.

В 1900 году участок передан в ведение Московско-Виндаво-Рыбинской железной дороги, вдоль участка дополнительно был построен «императорский путь». При советской власти участок стал началом «Витебского направления» ленинградских пассажирских перевозок. В 1953 году электрифицирован.

## Локомотивы
Первоначально на Царскосельской железной дороге паровозы имели названия. Первые шесть паровозов назывались «Проворный», «Стрела», «Богатырь» (затем «Россия»), «Слон», «Орёл» и «Лев». Их мощность была в пределах 75—120 лошадиных сил, что позволяло достигать скорости в 60 км/час. Позже паровозы начали обозначаться номерами, а затем буквенной серией и номером.
По состоянию на 31 декабря 1869 г. на Царскосельской ж. д. числилось 11 паровозов.
По состоянию на 31 декабря 1872 г. на Царскосельской ж. д. числилось 11 паровозов.
По состоянию на 1 января 1884 г. на Царскосельской ж. д. оставалось только 12 паровозов типа 1-2-0 серий А, Б, В.
К моменту передачи дороги в ведение Общества Московско-Виндаво-Рыбинской железной дороги 3 января 1900 г., в наличии числились 16 паровозов. Серия Т — номера с 1 по 6; серия А — номера 5, 6, 7, 8; серия Б — номера 3 и 4; серии В — номера с 9 по 12. Два из них на протяжении около 8 лет не эксплуатировались и были разукомплектованы, котлы и топки не годны — их тендеры использовались для развозки воды по будкам.
После перешивки в 1902 г. колеи 1829 мм на пятифутовую колею (1524 мм) на ней продолжали работать лишь 6 паровозов завода Коккериль типа 1-2-1, обозначенных серией Ат, с номерами 190-195 (позднее Ъи), которые были переделаны для колеи 1524 мм и перестроены в бестендерные танк-паровозы для вождения дачных поездов Санкт-Петербург - Павловск. Кроме того, в 1903 г. Путиловским заводом для того же участка построены 5 танк-паровозов 2-3-0, также обозначенных Ат (с 1912 г.  - Ъп) 150-154 (последний - с модернизированным котлом). 
Паровозы изготовлены на восьми заводах: 20 паровозов на бельгийском заводе Коккериль в Серене, 11 паровозов на английских заводах (Гакворт, Стефенсон в Ньюкасле, Шарп-Стюарт (Sharp Stewart and Company) в Глазго, Вулкан и Хоторн), 3 паровоза на германском заводе Борзиг в Берлине и 2 паровоза на российском Лейхтенбергском заводе в Петербурге.
| год выпуска | завод-изготовитель | количество | тип   | наименование                               |
| ----------- | ------------------ | ---------- | ----- | ------------------------------------------ |
| 1836        | Гакворт            | 1          | 1-1-1 | «Слон»                                     |
| 1836        | Стефенсон          | 2          | 1-1-1 | «Проворный», «Стрела»                      |
| 1836        | Коккериль          | 1          | 1-1-1 | «Богатырь» («Россия»)                      |
| 1837        | Вулкан             | 2          | 1-1-1 | «Орёл», «Лев»                              |
| 1840        | Стефенсон          | 1          | 1-1-1 | «Вадим»                                    |
| 1843        | Шарп-Стюарт        | 1          | 1-1-1 | «Мария»                                    |
| 1846        | Стефенсон          | 1          | 1-1-1 | «Стефенсон»                                |
| 1851        | Коккериль          | 1          | 1-1-1 | «Коккериль»                                |
| 1856        | Лейхтенбергский    | 1          | 1-1-1 | «Максимилиан»                              |
| 1857        | Лейхтенбергский    | 1          | 1-1-1 | «Лейхтенберг»                              |
| 1859        | Стефенсон          | 1          | 1-1-1 | "Стефенсон II « (№ 1)                      |
| 1861        | Борзиг             | 2          | 1-2-0 | „Борзиг“ (№ 2), „Бенуа“ (№ 3)              |
| 1866        | »                  | 1          | 1-2-0 | «Ренфельд» (№ 4)                           |
| 1868        | Коккериль          | 2          | 1-2-0 | «Клопфер» (№ 5, А1), «Кокериль» (№ 6, А2)  |
| до 1870     | Шарп-Стюарт        | 2          |       |                                            |
| 1870        | Коккериль          | 2          | 1-2-0 | «Петерс» (№ 7, Б3), «Круковской» (№ 8, Б4) |
| 1873        | «                  | 2          | 1-2-0 | № 9 (А5), № 10 (А6), № 12 (А8)             |
| 1875        | »                  | 2          | 1-2-0 | № 11 (А7)                                  |
| 1876        | «                  | 2          | 1-2-0 | № 13 (В9), № 14 (В10)                      |
| 1877        | »                  | 2          | 1-2-0 | № 15(В11), № 16 (В12)                      |
| 1895        | «                  | 3          | 1-2-1 | Т1, Т2, Т3                                 |
| 1896        | »                  | 3          | 1-2-1 | Т4, Т5, Т6                                 |

## Вагоны
Первые поезда состояли из вагонов четырёх классов. Самыми комфортабельными были кареты, называвшиеся «берлинами»: это были вагоны с крытыми кузовами и мягкими сиденьями для восьми человек. Вместимость вагонов остальных классов составляла 10 пассажиров. «Дилижансами» называли мягкие крытые вагоны большей вместимости; следующие классы были представлены открытыми повозками («линейками»): повозки с крышами назывались «шарабаны», без крыши — «ваггоны».
Все вагоны были закуплены за границей и не имели отопления и освещения.
Для обслуживания и ремонта подвижного состава в Петербурге имелось депо.

## Управляющие
Для текущего управления деятельностью железной дороги, а именно «для надзора за движением по дороге и содержанием оной в надлежащей исправности и наблюдения за лицами, состоящими при ней», Правление назначило «уполномоченного». Им стал гражданский инженер Фассман. Впоследствии «уполномоченного» стали именовать Управляющим дорогой и назначать по повелению Николая I из числа штаб‐офицеров Корпуса инженеров путей сообщения. Первым из их числа стал полковник Львов.
| Фамилия управляющего, звание, титул, примечание.                                                                   | Дата вступления в должность   | Дата окончания полномочий |
| Фассман — первый управляющий (погиб в ж/д катастрофе)                                                              | ?                             | 21 мая 1839               |
| Львов, полковник                                                                                                   | не позднее 1840 г.            | ?                         |
| Романов, Александр Никитич                                                                                         | ?                             | ?                         |
| Тесьмин — подполковник                                                                                             | не позднее 10 февраля 1849 г. | не ранее 1851 г.          |
| Таубе, Фердинанд Иванович — инженер полковник                                                                      | не позднее 1857 г.            | февраль 1860              |
| Тесьмин, Андрей Николаевич — инженер капитан                                                                       | 5 марта 1860                  | ?                         |
| ? | ?                             | 1862                      |
| Петерс, Николай Николаевич — подполковник                                                                          | начало 1862                   | 1867                      |
| Корвин-Круковской, Василий Васильевич — инженер штабс-капитан                                                      | ранее 1 января 1867           | ?                         |
| Петерс, Николай Николаевич — коллежский советник, действительный статский советник                                 | начало 1874 г.                | начало 1877 г.            |
| ? | 1877 г.                       | ?                         |
| Мельников, Павел Александрович — действительный статский советник, инженер путей сообщения — последний управляющий | 1892                          | 1900                      |